# Escut de Sant Joanet
L'escut de Sant Joanet és un símbol representatiu oficial de Sant Joanet, municipi del País Valencià, a la comarca de la Ribera Alta. Té el següent blasonament:
| « | Escut quadrilong de punta redona, truncat i mig partit. Al primer quarter, de sinople, una torre d'argent. Al segon quarter, de gules, un palau d'or. Al tercer quarter, d'or, dos pals de sable. Per timbre, corona reial oberta. | » |

## Història
L'escut s'aprovà per Resolució de 28 d'abril de 2005, del conseller de Justícia i Administracions Públiques, publicada al DOGV núm. 5.012, de 24 de maig de 2005.
S'hi representa la torre d'origen àrab que s'alça enmig de la localitat. A sota, les armories dels Montpalau i dels Bellvís, marquesos de Bèlgida i antics senyors del poble.